# کرستین کاسپاری
کرستین کاسپاری (انگلیسی: Kerstin Casparij؛ زادهٔ ۱۹ اوت ۲۰۰۰) بازیکن فوتبال اهل پادشاهی هلند است که در حال حاضر برای باشگاه فوتبال زنان منچستر سیتی بازی می‌کند.
وی همچنین در تیم‌های ملی فوتبال زیر ۱۵ سال، زیر ۱۶ سال، زیر ۱۷ سال، زیر ۲۳ سال و بزرگسالان زنان هلند بازی کرده است.

## دوران باشگاهی

### اولین دوره در هیرنفین
کرستین کاسپاری در سن ۱۵ سالگی برای تیم زنلن هیرنفین در لیگ برتر فوتبال زنان هلند به میدان رفت. او اولین بازی خود را در تاریخ ۶ نوامبر ۲۰۱۵ در برابر تیم باشگاه فوتبال زنان توئنته انجام داد و از آن زمان به عنوان یک استعداد جوان و آینده‌دار شناخته شد. کاسپاری در تاریخ ۲۳ دسامبر ۲۰۱۶ اولین گل خود را در لیگ به ثمر رساند و این گل در دقیقه ۶۵ بازی مقابل باشگاه فوتبال آچلیس '۲۹ به ثمر رسید. این شروعی بود برای یک دوران موفق در هیرنفین که به او اجازه داد تا تجربه زیادی کسب کند و مهارت‌های خود را بهبود بخشد.

### وی‌وی آلکمار
پس از دو سال در هیرنفین، کاسپاری به وی‌وی آلکمار منتقل شد. این انتقال در تاریخ ۹ ژوئن ۲۰۱۷ اعلام شد و او به عنوان یکی از بازیکنان جوان و مستعد در لیگ شناخته می‌شد. او اولین بازی خود را در لیگ در تاریخ ۱ سپتامبر ۲۰۱۷ در برابر هیرنفین انجام داد. کاسپاری در تاریخ ۱۰ نوامبر ۲۰۱۷ اولین گل خود را برای آلکمار در برابر باشگاه فوتبال زنان اکسلسیور به ثمر رساند و این گل در دقیقه ۴۵ بازی به ثمر رسید. این تجربه به او کمک کرد تا در لیگ بیشتر شناخته شود و به عنوان یک مدافع مستحکم و مؤثر در تیم خود شناخته شود.

### دوره دوم در هیرنفین
پس از یک سال در آلکمار، کاسپاری دوباره به هیرنفین بازگشت. در این دوره، او در تاریخ ۱۴ سپتامبر ۲۰۱۸ اولین بازی خود را در لیگ در برابر آچیلس '۲۹ انجام داد. او در تاریخ ۲۷ نوامبر ۲۰۱۸ یک هت‌تریک به ثمر رساند که همچنین اولین گل‌های او برای این باشگاه در دوره دومش بود و این هت‌تریک در بازی مقابل آچیلس '۲۹ به ثبت رسید. این عملکرد نشان‌دهنده رشد و پیشرفت او به عنوان یک بازیکن بود و او را به یکی از بازیکنان کلیدی تیم تبدیل کرد.

### توئنته
در سال ۲۰۲۰، کاسپاری به باشگاه فوتبال زنان توئنته پیوست. این انتقال به او این فرصت را داد تا در یک تیم بزرگ‌تر و با رقابت‌های بالاتر بازی کند. او اولین بازی خود را در تاریخ ۶ سپتامبر ۲۰۲۰ در برابر باشگاه فوتبال آژاکس انجام داد. او اولین گل خود را در تاریخ ۱۱ سپتامبر ۲۰۲۰ در برابر باشگاه فوتبال زنان پک زووله به ثمر رساند و این گل در دقیقه ۸۲ بازی به ثمر رسید. پیوستن به توئنته به کاسپاری این امکان را داد که در سطح بالاتری رقابت کند و تجربه بیشتری کسب کند.

### منچستر سیتی
در تاریخ ۲۶ ژوئیه ۲۰۲۲، کاسپاری به باشگاه فوتبال زنان منچستر سیتی پیوست و قراردادی سه‌ساله امضا کرد. او به عنوان جانشین لوسی برنز در این باشگاه امضا کرد. کاسپاری اولین بازی خود را در لیگ در تاریخ ۲۵ سپتامبر ۲۰۲۲ در برابر باشگاه فوتبال زنان چلسی انجام داد. پیوستن او به منچستر سیتی به او این فرصت را داد تا در یکی از بهترین لیگ‌های جهان بازی کند و در کنار برخی از بهترین بازیکنان فوتبال زنان قرار گیرد.
همراه با ریکو لویس، کاسپاری در تاریخ ۲۴ مه ۲۰۲۴ به عنوان قهرمانان جامعه PFA باشگاه انتخاب شد.

## دوران ملی
کاسپاری در چندین رده سنی برای تیم‌های ملی جوانان هلند بازی کرده است. او در تاریخ ۲۲ اکتبر ۲۰۲۱ به عنوان بازیکن تعویضی در دقیقه ۸۳ به جای دنیله فن د دونک در پیروزی ۸–۰ مقابل تیم ملی فوتبال زنان قبرس به میدان رفت و این بازی آغاز دوران حرفه‌ای او در تیم ملی بزرگسالان بود.
در تاریخ ۳۱ مه ۲۰۲۳، او به عنوان بخشی از تیم موقت هلند برای جام جهانی فوتبال زنان ۲۰۲۳ به تیم ملی دعوت شد.
او به عنوان یکی از استعدادهای برجسته در فوتبال هلند شناخته می‌شود. کاسپاری با تجربه‌های خود در باشگاه‌های مختلف و همچنین در تیم ملی، به یکی از بازیکنان کلیدی در تیم‌های خود تبدیل شده است.